# Bombus excellens
Bombus excellens — вид перепончатокрылых рода шмелей (семейства настоящих пчёл), относящийся к подроду Thoracobombus и видовой группе Bombus morio.

## Распространение
Распространён в западной части Неотропического региона.